# Jon Jönsson
Pour les articles homonymes, voir Jönsson.
Jon Jönsson, né le 8 juillet 1983 à Hässleholm en Suède, est un footballeur suédois. Il évolue au poste de défenseur central.

## Carrière
Jönsson fait ses débuts à l'âge de 15 ans dans la petite équipe IFK Hässleholm en quatrième division suédoise. L'équipe anglaise Tottenham Hotspur l'achète en 1999 à IFK Hässleholm en échange de 70 000 £ et de deux joueurs prêtés (dont Peter Crouch).
Il est ensuite transféré en 2001 au club suédois de Malmö FF où il gagne son premier trophée en 2004 avec le titre de champion du Suède avant d'être prêté un an au club de première division de Suède Landskrona BoIS.
Après un retour dans son club de Malmö FF où il sera très peu utilisé, il est transféré en 2006 au club de IF Elfsborg où il effectuera sa meilleure saison, en étant élu par les entraineurs du championnat de Suède « meilleur défenseur central du championnat de Suède 2006 » et en étant sélectionné dans l'équipe nationale de Suède.
En juin 2007 il est transféré au Toulouse FC. Au sein de son nouveau club, il connait un début catastrophique. Il est titulaire lors du premier match de la saison contre Valenciennes, un match perdu 3-1, puis à partir de là ne rentrera plus du tout dans un match de L1. 
Élie Baup déclare tout d'abord que le joueur est encore trop juste physiquement. Puis le 20 septembre, Jön subit à l'entrainement les suites d'une douleur à la cheville droite ressentie depuis plusieurs mois et il décide alors de se faire opérer, ce qui lui vaut une longue indisponibilité. Il n'aura donc joué qu'un match de toute la saison.
Le 26 juin 2008, après une saison noire, il est transféré au club danois du Brøndby IF. En juin 2010, il retourne dans son ancien club de l'IF Elfsborg.

## Carrière en club
- 1999 - 2001 : Tottenham Hotspur  Angleterre
- 2001 - 2004 : Malmö FF  Suède
- 2005 - 2005 : Landskrona BoIS  Suède
- 2006 - 2006 : IF Elfsborg  Suède
- 2006 - 2006 : Malmö FF  Suède
- 2007 - 2007 : IF Elfsborg  Suède
- 2007 - 2008 : Toulouse FC  France
- 2008 - 2010 : Brøndby IF  Danemark
- Depuis 2010 : IF Elfsborg  Suède

## Palmarès
Malmö FF
- Championnat de Suède
  - Champion (1) : 2004

 IF Elfsborg
- Championnat de Suède
  - Champion (2) : 2006, 2012
- Supercoupe de Suède
  - Vainqueur (1) : 2007